# Chvetsov M-11
Le Chvetsov M-11 est un moteur d'avion en étoile à cinq cylindres, refroidi par air, de 8,6 litres, produit en URSS de 1923 à 1952. Le moteur a considérablement évolué pendant ce laps de temps, sa puissance au décollage étant graduellement accrue de 100 à 200 chevaux. Son utilisation sur des avions produits en masse, notamment le Polikarpov Po-2, lui a valu une production à plus de 100 000 exemplaires, ce qui le range parmi les moteurs d'aviation les plus produits.

## Développement
Le M-11 est développé au tout début des années 1920, et est destiné particulièrement aux avions d'instruction. C'est un moteur de conception rustique, facile à produire, mais fiable. Son bruit caractéristique lui faut d'être surnommé par les allemands, pendant la guerre, « moulin à café » ou « machine à coudre ». Sur la plupart des moteurs en étoile, les soupapes sont commandées par un "anneau à cames", placé autour de l'axe du moteur, par l'intermédiaire de tiges. Sur le M-11, la distribution est différente : il y a 5 arbres à cames, placées en tête de chaque cylindre, qui actionnent directement les soupapes. Cette distribution inhabituelle se retrouve aussi sur les moteurs américains fabriqués par Kinner.

## Utilisation
Le M-11 a été produit en très grand nombre, car il a été choisi pour plusieurs avions extrêmement répandus en URSS : 
- Polikarpov Po-2, biplan d'entrainement standard de l'aviation soviétique à partir de la fin des années 20, produit à au moins 20 000 exemplaires[4].
- Les Yakovlev UT-1 (1 241 exemplaires produits) et Yakovlev UT-2 (7 243 exemplaires), avions-écoles plus modernes développés au cours des années 30[5].

À cela s'ajoutent des avions produits en plus petite série : 
- LWD Junak, avion-école polonais d'après-guerre[6].
- L'hydravion à coque Shavrov Sh-2.

Outre l'aviation, ce moteur est aussi utilisé sur deux modèles d'Aerosani (motoneiges à hélices) utilisés par les soviétiques pendant la seconde guerre mondiale.